# طوكيو واتاموتو
طوكيو واتاموتو (باليابانية: 畑本 時央) (مواليد 18 أغسطس 1992)، هو لاعب كرة قدم ياباني سابق كان يلعب كمدافع.

## وصلات خارجية
- طوكيو واتاموتو على موقع رابطة كرة القدم اليابانية للمحترفين (اليابانية)
- طوكيو واتاموتو على موقع قاعدة بيانات كرة القدم.إي يو (الإنجليزية)
- طوكيو واتاموتو على موقع Soccerway.com (الإنجليزية)
- طوكيو واتاموتو على موقع عالم كرة القدم.نت (الإنجليزية)